# Куринская уклейка
Куринская уклейка (лат. Alburnus filippii, азерб. Kür gümüşcəsi) — вид уклейки.

## Описание
Длина куринской уклейки может доходить до 17 см, а масса — до 44 г.
Куринские уклейки питаются в основном личинками водных насекомых.
Рыбы этого вида достигают половозрелого возраста в 2 года. Куринская уклейка постепенно нерестится в мае-июле в количестве от 1 000 до 10 000 икринок.

## Ареал
Куринская уклейка является пресноводной рыбой, обитает в нижнем и среднем течении Куры, бассейне Аракса, природных водоёмах Ленкорани и Нахичеванской АР.